# Halfdan Rode
Halfdan Rode (20. juni 1870 i Porsgrund – april 1945) var en norsk operasanger.
Han studerede i Kristiania, Berlin og Milano, debuterede som koncertsanger 1894, optrådte 1900 som Figaro i "Figaros Bryllup", 1902 som "Don Juan", har senere optrådt som toreadoren i "Carmen", Marcello i "La Bohème", Olav Lind i "Lejla", konsulen i "Madame Butterfly", ypperstepræsten i "Aïda" og desuden været en hyppig benyttet solist ved koncerter. Rode var i en række år knyttet til Nationaltheatret i Kristiania, hvor han også virkede som sanglærer, men tog afsked herfra 1917 og har senere ikke været fast knyttet til nogen scene.